# En clave de Ja
En Clave de Ja es un espacio de humor protagonizado por la compañía teatral Instinto Cómico, cuyos componentes parodiaban con humor irónico temas de actualidad y cotidianos. 
El contenido de este programa se basa en unos guiones de humor blanco, así como en personajes tan populares como Chona, Carmela de Cultural Business, la pareja compuesta por Panchita y Servando, entre muchos otros.
Fueron creaciones de un equipo de guionistas liderado por Ramón Rodríguez que dan vida a los actores Yanely Hernández, Nieves Bravo, Lili Quintana, Chema Pantín, Javier Peña Pinto y Matías Alonso, veteranos del teatro en Canarias, y otros conocidos dentro del mundo del humor y tienen como presentadora a Eloísa González, quien también forma parte de los sketches y representa un personaje en el que conserva su nombre original. 
El programa vivió desde la segunda mitad de 2008 su mejor época en Televisión Canaria, con audiencias que superan el 20% de cuota de pantalla en datos que suponen que este programa de humor sea el más visto en el horario nocturno del domingo.
En septiembre de 2010 el programa estrenó su séptima temporada, siendo líderes de audiencia.
En septiembre de 2014 el programa estrenó su décima temporada en Schamann , Gran Canaria.
El programa terminó sus grabaciones el 8 de diciembre del 2016, abriendo paso a la grabación de un nuevo programa, llamado "En Otra Clave", este comenzó el 8 de enero del 2017, renovando los personajes y su historia.

## Reparto y personajes
Nota: los personajes marcados con un * son los que actualmente participan en el programa.

### Eloísa González[2]
1. Presentadora.*
2. Ella misma en los sketchs.
3. Personajes secundarios.*

### Chema Pantín[3]
1. El niño, el loco y el 'Chino'.
2. Frinfranfrin.
3. Ramón Raúl Torres, no pronuncia la '-r' (2004-actualmente)*
4. El hombre de blanco, se desconoce su nombre (2009).
5. Florencio, el jorobado (2009-2010).
6. Arturito, nieto de Panchita y Servando (2009-actualmente)*.

### Javier Peñapinto[4]
1. Servando, marido de Panchita (2004-actualmente)*.
2. El otro niño, el otro loco y el sargento.
3. Víctor.

### Lili Quintana[5]
1. Carmen de España.
2. Carmen Sevilla.
3. La Andaluza, madre de Guaci.
4. La policía.
5. Chona, dueña de La Pensión Chona (2004-actualmente)*

- Rosa, personaje de la serie de la revoltosa (2011-2013.

### Nieves Bravo[6]
1. Panchita, esposa de Servando (2004-actualmente)*.
2. Anaconda Quintana, parodia de Ana Rosa Quintana.
3. La Catalana.
4. Señorita Luisa.
5. Magdalena de La Torre del Castillo.
6. Anduriña.

### Yanely Hernández[7]
Esta persona desde el 2020 no forma parte del elenco.
1. Carmela, de Cultural Business.
2. Guaci, hija de 'la Andaluza'.
3. Katiuska, la andaluza flamenca.
4. Nancy, la de Gilberto.
5. Jacinta, la fea (2009-actualmente- pocas apariciones)*.
6. Laura, la masajista (2010).
7. Heather, la inglesa (2010).
8. Chonita, exmujer de Ginés (2010-actualmente)*.
9. Isabel, la vecina que habla mal
10. Carmita, la loca de la montaña (2014-actualmente)*
11. Conchita, la nueva novia de Mario (+) (2015)*

### Leo Medina[9]
1. Madre de Chona (2008-actualmente- pocas participaciones)*.
2. Maruchi, la mujer de Fermín (2010).
3. Toyo, el marciano (2010)*.
4. Antonia, la vecina.

### Matías Alonso
1. "Chomsky", el científico genio tartamudo (2009-2010).
2. "Ginés", el gandul marido de Chonita y hermano de Chona. (2010-actualmente)*.
3. "Pedro Nabo", el de las palomas (2010-2013).
4. "Caslo" el vecino que habla mal
5. "Baldomero" el científico catalán de 1969 que ayudó al grupo a salir del siglo XX, pero su máquina del tiempo falla y les lleva a 1979.
6. "Asaltante" temporada del 2015
7. "Franco", en la temporada del 2014.

### David García
1. Mario, el marido de Chona (2012-actualmente)

Actualmente hace papeles secundarios 
Gran actor y cantante.

### Adrián Rosales
1. Horacio, el exmarido de Conchita.

Adrián Rosales hace papeles secundarios y no son fijos en varios programas..

### Saray Castro
Al igual que Adrián, Saray hace papeles secundarios en distintos programas..

### José Carlos Campos
Al igual que Adrián, José Carlos hace papeles secundarios en distintos programas..

### Personajes Ficticios
- Definición: Personajes del programa que no tienen actores que los interpreten, por lo tanto, no aparecen nunca ni se les ve el rostro.

1. Milagros, hermana de Pancha que vive en Venezuela.
2. Kevin Costner de Jesús, parodia de Kevin Costner e hijo de Chona.
3. Bin Laden, parodia de Osama bin Laden y perro de Chona.

Nota: La única excepción es Milagros a la que sí se la puede ver en el programa debido a que es interpretada por la misma persona que a Panchita, pero nunca se las ven a las dos a la vez ni tampoco ha aparecido nunca en el programa.

## Secciones
- Esta es una lista de las secciones actuales del programa (entre finales de 2009 y 2010). Esta lista no incluye las recomposiciones ni las tomas falsas.

### Como (no) pasa el tiempo
- Protagonistas: Los niños de en clave de Ja.

En esta sección los niños de en clave de Ja hablan sobre su día y sobre sus padres.

### Las cartas de Panchita
- Protagonistas: Panchita y Servando.

Esta sección trata sobre la vida a diario de Panchita, Servando y sus vecinos. Además Eloísa normalmente se ve envuelta en sus tramas. Otros personajes habituales son Guaci, el chino, Juani y la Andaluza.

### Pensión Chona
- Protagonistas: Chona, Ginés, Eloísa, Chonita, Chano, Jacinta, Arturito y Toyo (actuales).

Esta sección es sin duda la más conocida, normalmente esta sección y Las cartas de Panchita acaban mezclándose puesto que desde el año 2010 Chona y los ancianos de en clave de Ja decidieron unir sus pisos para hacer la pensión más grande. Trata sobre los problemas de Chona y sus inquilinos de la pensión. Algunos inquilinos de la pensión son Laura, la madre de Chona y Chomsky entre otros además de los vecinos como Pedro Nabo y sus palomos.

### Karmela de Cultural Business
- Protagonistas: Karmela y Eloísa.

En esta sección Karmela muestra a Eloísa su diccionario Peninsular-Canario entre otras muchas bromas.

## Vamos por partes
Fue un espacio de humor que se emitía en Televisión Canaria desde el lunes 15 de septiembre a las 15:00 horas, el programa ofrecía una ración donde se seleccionaban los mejores momentos de la emisión del domingo, junto con fragmentos que ocurrían fuera de la antena, como los momentos donde los humoristas y actores del programa animas a los espectadores antes de empezar el espacio, así como tomas falsas de la grabación y otros diversos sketches. Era presentado por Yaneli Hernández y solía estar acompañada por otro de los actores de En clave de Ja según donde fuera su localización.

## Audiencia
Respecto a la audiencia, el pasado día 15 de junio del 2009 el programa hizo un récord personal: 225.000 personas lo vieron, registrando un 26,8% de cuota de pantalla, superando ampliamente los 210.000 televidentes conseguido el pasado 25 de mayo. En cuanto al "share", superó con creces el 25,8% del 1 de junio. Viendo esto, se puede afirmar que fue el segundo programa más visto en Canarias en su franja horaria, superado solamente por el último capítulo de la temporada de Aída.
En noviembre batió su récord de audiencia al registrar un 29,7% de cuota de pantalla, con una audiencia de 190.000 espectadores, la mejor cifra de 'share' en las cuatro temporadas de este formato en el canal autonómico[cita requerida].
El pasado mes de abril, En clave de Ja fue el programa líder de la emisión del día, superando en dato a otros formatos como la serie Aída de Telecinco y la miniserie La piel azul de Antena 3. El programa logró un 22,2% de cuota de pantalla, con 173.000 espectadores. El repaso a los capítulos anteriores fue la segunda emisión más seguida del día en Canarias, con 158.000 televidentes y un 17,4% de 'share' medio.

## Otros datos
- Hubo un espacio en el que se recopilaban los mejores sketches del programa del domingo, presentado por Yanely Hernández durante el mediodía en Televisión Canaria llamado Vamos por partes. Finalmente se dejó de emitir al poco tiempo.[12]
- En el 2009 durante el 16 y 17 de octubre se grabó el primer programa doble de En clave de Ja titulado De risa y corriendo que quedó registrado en el primer DVD del programa que salió de venta al mercado con motivo del programa 200.

## Artistas invitados
- Pepe Ruiz, actor de Escenas de Matrimonio.
- Manolo Vieira, humorista canario.
- Roberto González, presentador de Buenos días, Canarias.
- Cristina García Ramos, presentadora de Corazón, corazón de TVE.[13]
- Pepe Benavente, presentador del programa ¡Quiero ser como Pepe!
- Chenoa, exconcursante de Operación Triunfo de TVE.[14]
- K-Narias, dúo musical de canarias.[15]
- Janet Sierra, excompañera de Matías Alonso en La Gala.[16]
- Shaila Dúrcal, cantante española.
- David Venancio Muro, de la serie Escenas de matrimonio emitida en Telecinco.[17]
- Josema Yuste, de Martes y trece.
- Pepe Viyuela, de la serie Aída emitida en Telecinco.[18]
- Cesáreo Estébanez, conocido por su papel en Escenas de matrimonio de Telecinco.
- Joaquín Kremel, conocido por su papel en Hostal Royal Manzanares de TVE.
- Rossy de Palma, conocida por ser una "chica Almodóvar".[19]
- Pedro Reyes, humorista de Buenafuente.

## Música
- Todo el mundo en clave de Ja: antigua canción princicpal.

- De aquí para allá: fue usada en el programa Vamos por partes. Era interpretada por Eloísa González y Yanely Hernández como voces principales y los coros por Instinto Cómico.

- Para llegar hasta aquí: cabecera actual del programa. Es interpretada por Eloísa González y Yanely Hernández como voces principales y los coros por Instinto Cómico.
- Canciones cantadas por Mario (David García) hacia Chona o su hija Eloisa

## Mercancía

### Lanzamientos en DVD
| Año  | Título                | Fecha de salida         | Notas                        |
| ---- | --------------------- | ----------------------- | ---------------------------- |
| 2009 | "De risa y corriendo" | 27 de noviembre de 2009 | Primer DVD de En clave de Ja |
| 201? | Será anunciado        | Será anunciado          | Próximamente                 |

## Programas relacionados
Estos son otros espacios que ofrece la cadena:
- La Gala, con Matías Alonso y Janet Sierra.
- ¡Quiero ser cómo Pepe!, con Pepe Benavente.
- El gusto es mío, con Matías Alonso.